# Рябово (Всеволожск)
Ря́бово — исторический район города Всеволожска, находится в центральной его части, бывший дачный посёлок Рябово.

## Геологические особенности
Расположено у подножья южной оконечности Румболовско-Кяселевской островной, холмисто-камовой возвышенности, сложенной песками, валунными супесями и суглинками.

## Географическое положение
Находится на стыке микрорайонов Всеволожск, Мельничный Ручей, Румболово и Отрада, на территории ограниченной с юга Октябрьским проспектом, с запада Колтушским шоссе (автодорога 41К-078), с севера улицей Рябовской, с востока Парковой улицей. Высота центра исторического района — 39 м.
| Ближайшие микрорайоны       | Ближайшие микрорайоны | Ближайшие микрорайоны        |
| --------------------------- | --------------------- | ---------------------------- |
| Северо-запад: Всеволожск    | Север: Румболово      | Северо-восток: Отрада        |
| Запад: Всеволожск           |                       | Восток: Отрада               |
| Юго-запад: Мельничный Ручей | Юг: Мельничный Ручей  | Юго-восток: Мельничный Ручей |

## История
1 октября 1892 года состоялось открытие Ириновской узкоколейной железной дороги. Один из её акционеров, владелец мызы Рябово Павел Александрович Всеволожский, назвал в честь своей усадьбы ближайшую к ней станцию — Рябово. На проданных им рядом со станцией земельных участках начал строиться дачный посёлок Рябово. Дома этого дачного посёлка стали первыми строениями будущего города Всеволожска, а 1892 год стал годом основания города.
В 1893 году, по ходатайству П. А. Всеволожского, между станцией Рябово и имением Рябово была проложена телефонная линия.

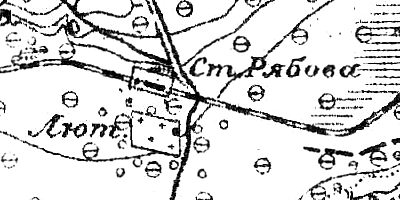
Станция Рябово. 1895 год. К югу от станции обозначено лютеранское кладбище, существующее до настоящего времени

РЯБОВО — станция Ириновской жел. дороги 1 двор, 6 м. п., 1 ж. п., всего 7 чел. (1896 год)

В конце XIX — начале XX века посёлок административно относился к Рябовской волости 2-го стана Шлиссельбургского уезда Санкт-Петербургской губернии.
Первое время посёлок Рябово состоял всего из одного дома для станционных рабочих, но поселение быстро росло и к 1901 году близ станции Рябово было выстроено уже около 100 дач.
В течение летних месяцев 1913 и 1914 годов в посёлке была построена ещё 31 новая дача.
С августа 1918-го по июль 1919 года на станции Рябово действовал заградотряд Всеволожского совета, пресекавший вывоз продуктов в Петроград.
Рябовское лютеранское кладбище было устроено в 1888–1891 годах. Православного кладбища до начала 1920-х годов в дачных посёлках Рябово и Всеволожский не существовало. Сначала в этом просто не было нужды в связи с практически полным отсутствием православного населения, а после его появления захоронения производились на двух небольших участках Рябовского лютеранского кладбища с благословения православного священника и разрешения лютеранского пастора. Летом 1917 года начались работы по устройству православного кладбища близ деревни Кяселево, но Октябрьская революция помешала их закончить. Теперь же, к началу 1920-х годов, количество православного и лютеранского населения в Рябовской волости практически сравнялось и ситуация с захоронениями стала критической. Поэтому в 1921 году церковно-приходскому совету всеволожской церкви Святой Троицы было выделено 0,75 десятины земли для устройства православного кладбища к югу и смежно с лютеранским кладбищем в границах современных улиц Железнодорожной, Сергиевской и Парковой.
После перешивки в 1923 году на широкую колею и переноса железнодорожной линии южнее, здание вокзала Рябово было перестроено и использовалось как продуктовый магазин до середины 1980-х. Сейчас на его месте кафе и бизнес-центр по адресу Октябрьский пр. 167.
По данным 1933 года Рябово числилось дачным посёлком в составе Всеволожского сельсовета Ленинградского Пригородного района Ленинградской области.
По административным данным на 1 января 1936 года в дачном посёлке Рябово проживали 306 человек.
27 ноября 1938 года дачный посёлок Рябово, а также дачные посёлки Всеволожский, Бернгардовка, Ильинский и Марьино, были объединены во вновь образованный рабочий посёлок Всеволожский, который в 1963 году был преобразован в город Всеволожск.
Напоминанием о существовании посёлка является улица Рябовская, проходившая по его северной границе.

## Фото

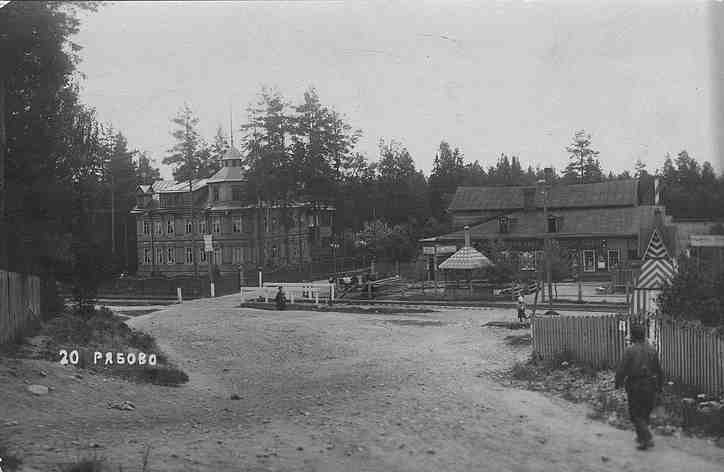
Посёлок Рябово. 1912 г.
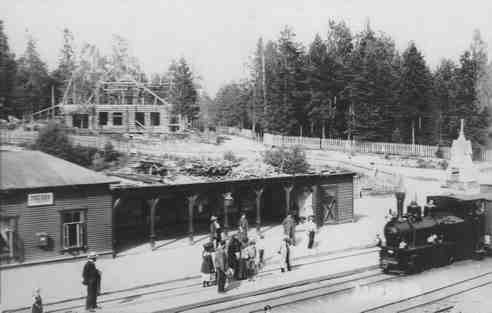
Станция Рябово. 1912 г.
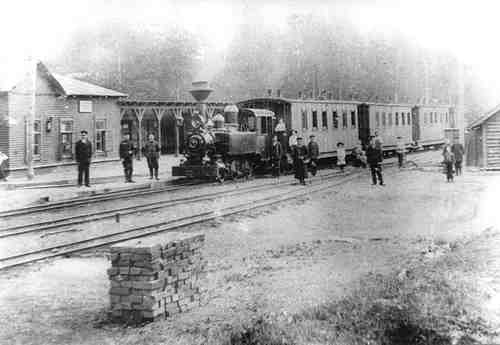
Станция Рябово. 1912 г.
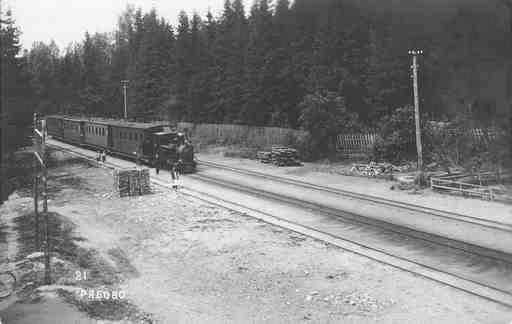
У станции Рябово. 1912 г.
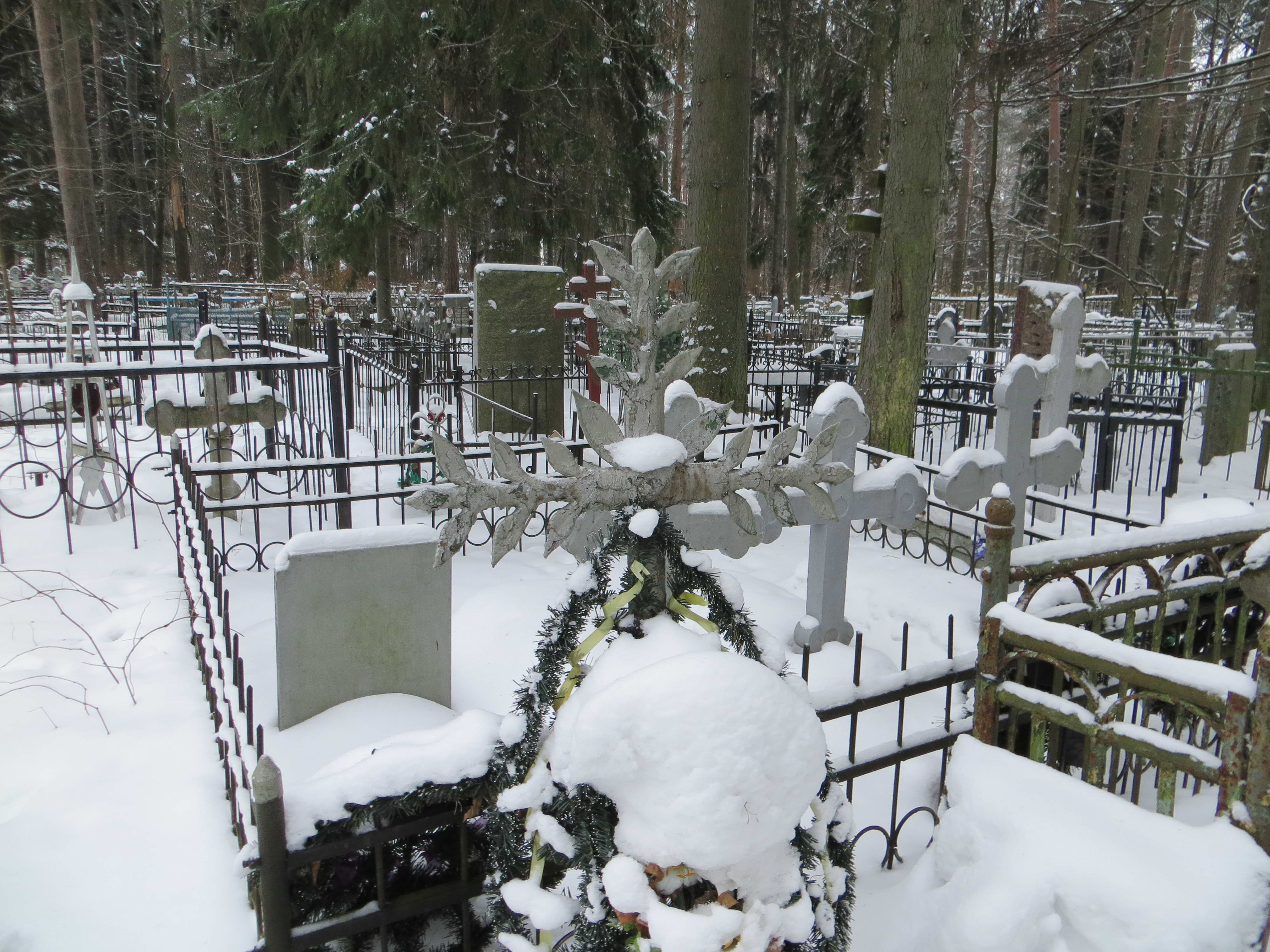
Рябовское кладбище. 2013 г.

## Административное подчинение
Посёлок Рябово:
- с 1 марта 1917 года — в Рябовской волости Петроградского уезда.
- с 1 января 1918 года — во Всеволожской волости.
- с 1 января 1919 года — во Всеволожском сельсовете Рябовской волости.
- с 1 февраля 1923 года — во Всеволожском сельсовете Рябовской волости Петроградского уезда.
- с 1 февраля 1924 года — во Всеволожском сельсовете Ленинской волости.
- с 1 августа 1927 года — во Всеволожском сельсовете Ленинского района Ленинградского округа.

Дачный посёлок Рябово:
- с 1 мая 1930 года — во Всеволожском сельсовете Ленинского района Ленинградского округа.
- с 1 августа 1930 года — во Всеволожском сельсовете Ленинградского Пригородного района Ленинградской области.
- с 1 августа 1936 года — во Всеволожском сельсовете Всеволожского района.
- с 1 ноября 1938 года — включен в черту рабочего посёлка Всеволожский[15].

## Известные жители
- Оскар Франц Иосифович Тибо-Бриньоль (фр. O. Thibeaux-Brignolle) (1850—1903) — архитектор. Сын академика архитектуры из рода обрусевших французов, окончил Академию художеств в 1881 году. Служил архитектором Госбанка, возвёл Скальковские ванны в Кисловодске, пальмовые оранжереи в Ботаническом саду Санкт-Петербурга, лютеранскую церковь в Белоострове, занимался устройством российского отдела Всемирной выставки в Париже 1900 года. Умер 16 июня 1903 года в своём доме в посёлке Рябово, похоронен на Рябовском лютеранском кладбище[16].